# الزفلس
شهر الزفلس در ایالت نیدرزاکسن در کشور آلمان واقع شده است.